# ATP World Tour 2015
ATP World Tour 2015 – sezon profesjonalnych męskich turniejów tenisowych organizowanych przez Association of Tennis Professionals w 2015 roku. ATP World Tour 2015 obejmował turnieje wielkoszlemowe (organizowane przez International Tennis Federation), turnieje rangi ATP World Tour Masters 1000, ATP World Tour 500, ATP World Tour 250, zawody Pucharu Davisa (organizowane przez ITF) oraz ATP World Tour Finals.

## Klasyfikacja turniejów
| Wielki Szlem                |
| ATP World Tour Finals       |
| ATP World Tour Masters 1000 |
| ATP World Tour 500          |
| ATP World Tour 250          |

## Styczeń
| Tydzień | Data        | Turniej                                                                | Zwycięzcy                    | Wynik                    | Finaliści                           | Półfinaliści                       | Ćwierćfinaliści                                                        |
| ------- | ----------- | ---------------------------------------------------------------------- | ---------------------------- | ------------------------ | ----------------------------------- | ---------------------------------- | ---------------------------------------------------------------------- |
| 1.      | 5 stycznia  | Brisbane International Brisbane ATP World Tour 250 439 405 $ – Twarda  | Roger Federer                | 6:4, 6:7(2), 6:4         | Milos Raonic                        | Grigor Dimitrow Kei Nishikori      | James Duckworth Sam Groth Martin Kližan Bernard Tomic                  |
| 1.      | 5 stycznia  | Brisbane International Brisbane ATP World Tour 250 439 405 $ – Twarda  | Jamie Murray John Peers      | 6:3, 7:6(4)              | Ołeksandr Dołhopołow Kei Nishikori  | Grigor Dimitrow Kei Nishikori      | James Duckworth Sam Groth Martin Kližan Bernard Tomic                  |
| 1.      | 5 stycznia  | Aircel Chennai Open Ćennaj ATP World Tour 250 403 495 $ – Twarda       | Stan Wawrinka                | 6:3, 6:4                 | Aljaž Bedene                        | Roberto Bautista-Agut David Goffin | Andreas Haider-Maurer Guillermo García-López Gilles Müller Lu Yen-hsun |
| 1.      | 5 stycznia  | Aircel Chennai Open Ćennaj ATP World Tour 250 403 495 $ – Twarda       | Lu Yen-hsun Jonathan Marray  | 6:3, 7:6(4)              | Raven Klaasen Leander Paes          | Roberto Bautista-Agut David Goffin | Andreas Haider-Maurer Guillermo García-López Gilles Müller Lu Yen-hsun |
| 1.      | 5 stycznia  | Qatar ExxonMobil Open Doha ATP World Tour 250 1 129 815 $ – Twarda     | David Ferrer                 | 6:4, 7:5                 | Tomáš Berdych                       | Ivo Karlović Andreas Seppi         | Dustin Brown Ivan Dodig Novak Đoković Richard Gasquet                  |
| 1.      | 5 stycznia  | Qatar ExxonMobil Open Doha ATP World Tour 250 1 129 815 $ – Twarda     | Juan Mónaco Rafael Nadal     | 6:3, 6:4                 | Julian Knowle Philipp Oswald        | Ivo Karlović Andreas Seppi         | Dustin Brown Ivan Dodig Novak Đoković Richard Gasquet                  |
| 2.      | 12 stycznia | Apia International Sydney Sydney ATP World Tour 250 439 405 $ – Twarda | Viktor Troicki               | 6:2, 6:3                 | Michaił Kukuszkin                   | Leonardo Mayer Gilles Müller       | Julien Benneteau Simone Bolelli Juan Martín del Potro Bernard Tomic    |
| 2.      | 12 stycznia | Apia International Sydney Sydney ATP World Tour 250 439 405 $ – Twarda | Rohan Bopanna Daniel Nestor  | 6:4, 7:6(5)              | Jean-Julien Rojer Horia Tecău       | Leonardo Mayer Gilles Müller       | Julien Benneteau Simone Bolelli Juan Martín del Potro Bernard Tomic    |
| 2.      | 12 stycznia | Heineken Open Auckland ATP World Tour 250 464 490 $ – Twarda           | Jiří Veselý                  | 6:3, 6:2                 | Adrian Mannarino                    | Kevin Anderson Lucas Pouille       | Alejandro Falla Steve Johnson Albert Ramos-Viñolas Donald Young        |
| 2.      | 12 stycznia | Heineken Open Auckland ATP World Tour 250 464 490 $ – Twarda           | Raven Klaasen Leander Paes   | 7:6(1), 6:4              | Dominic Inglot Florin Mergea        | Kevin Anderson Lucas Pouille       | Alejandro Falla Steve Johnson Albert Ramos-Viñolas Donald Young        |
| 3.–4.   | 19 stycznia | Australian Open Melbourne Wielki Szlem 40 000 000 A$ – Twarda          | Novak Đoković                | 7:6(5), 6:7(4), 6:3, 6:0 | Andy Murray                         | Tomáš Berdych Stan Wawrinka        | Nick Kyrgios Rafael Nadal Kei Nishikori Milos Raonic                   |
| 3.–4.   | 19 stycznia | Australian Open Melbourne Wielki Szlem 40 000 000 A$ – Twarda          | Simone Bolelli Fabio Fognini | 6:4, 6:4                 | Pierre-Hugues Herbert Nicolas Mahut | Tomáš Berdych Stan Wawrinka        | Nick Kyrgios Rafael Nadal Kei Nishikori Milos Raonic                   |

## Luty
| Tydzień | Data      | Turniej                                                                                   | Zwycięzcy                             | Wynik               | Finaliści                             | Półfinaliści                            | Ćwierćfinaliści                                                   |
| ------- | --------- | ----------------------------------------------------------------------------------------- | ------------------------------------- | ------------------- | ------------------------------------- | --------------------------------------- | ----------------------------------------------------------------- |
| 5.      | 2 lutego  | Open Sud de France Montpellier ATP World Tour 250 439 405 € – Twarda (hala)               | Richard Gasquet                       | 3:0 krecz           | Jerzy Janowicz                        | Gaël Monfils João Sousa                 | Steve Darcis Denis Istomin Philipp Kohlschreiber Gilles Simon     |
| 5.      | 2 lutego  | Open Sud de France Montpellier ATP World Tour 250 439 405 € – Twarda (hala)               | Marcus Daniell Artem Sitak            | 3:6, 6:4, 16–14     | Dominic Inglot Florin Mergea          | Gaël Monfils João Sousa                 | Steve Darcis Denis Istomin Philipp Kohlschreiber Gilles Simon     |
| 5.      | 2 lutego  | Ecuador Open Quito Quito ATP World Tour 250 439 405 $ – Ceglana                           | Víctor Estrella                       | 6:2, 6:7(5), 7:6(5) | Feliciano López                       | Thomaz Bellucci Fernando Verdasco       | Martin Kližan Dušan Lajović Paolo Lorenzi Albert Montañés         |
| 5.      | 2 lutego  | Ecuador Open Quito Quito ATP World Tour 250 439 405 $ – Ceglana                           | Gero Kretschmer Alexander Satschko    | 7:5, 7:6(3)         | Víctor Estrella João Souza            | Thomaz Bellucci Fernando Verdasco       | Martin Kližan Dušan Lajović Paolo Lorenzi Albert Montañés         |
| 5.      | 2 lutego  | PBZ Zagreb Indoors Zagrzeb ATP World Tour 250 439 405 € – Twarda (hala)                   | Guillermo García-López                | 7:6(4), 6:3         | Andreas Seppi                         | Marcel Granollers Markos Pagdatis       | Ričardas Berankis Michaił Jużny Igor Sijsling Viktor Troicki      |
| 5.      | 2 lutego  | PBZ Zagreb Indoors Zagrzeb ATP World Tour 250 439 405 € – Twarda (hala)                   | Marin Draganja Henri Kontinen         | 6:4, 6:4            | Fabrice Martin Purav Raja             | Marcel Granollers Markos Pagdatis       | Ričardas Berankis Michaił Jużny Igor Sijsling Viktor Troicki      |
| 6.      | 9 lutego  | ABN AMRO World Tennis Tournament Rotterdam ATP World Tour 500 1 478 850 € – Twarda (hala) | Stan Wawrinka                         | 4:6, 6:3, 6:4       | Tomáš Berdych                         | Milos Raonic Gilles Simon               | Gaël Monfils Gilles Müller Andy Murray Serhij Stachowski          |
| 6.      | 9 lutego  | ABN AMRO World Tennis Tournament Rotterdam ATP World Tour 500 1 478 850 € – Twarda (hala) | Jean-Julien Rojer Horia Tecău         | 3:6, 6:3, 10–8      | Jamie Murray John Peers               | Milos Raonic Gilles Simon               | Gaël Monfils Gilles Müller Andy Murray Serhij Stachowski          |
| 6.      | 9 lutego  | Memphis Open Memphis ATP World Tour 250 585 870 $ – Twarda (hala)                         | Kei Nishikori                         | 6:4, 6:4            | Kevin Anderson                        | Sam Querrey Donald Young                | John Isner Steve Johnson Austin Krajicek Bernard Tomic            |
| 6.      | 9 lutego  | Memphis Open Memphis ATP World Tour 250 585 870 $ – Twarda (hala)                         | Mariusz Fyrstenberg Santiago González | 5:7, 7:6(1), 10–8   | Artem Sitak Donald Young              | Sam Querrey Donald Young                | John Isner Steve Johnson Austin Krajicek Bernard Tomic            |
| 6.      | 9 lutego  | Brasil Open São Paulo ATP World Tour 250 444 650 $ – Ceglana (hala)                       | Pablo Cuevas                          | 6:4, 3:6, 7:6(4)    | Luca Vanni                            | Santiago Giraldo João Souza             | Nicolás Almagro Fabio Fognini Dušan Lajović Leonardo Mayer        |
| 6.      | 9 lutego  | Brasil Open São Paulo ATP World Tour 250 444 650 $ – Ceglana (hala)                       | Juan Sebastián Cabal Robert Farah     | 6:4, 6:2            | Paolo Lorenzi Diego Schwartzman       | Santiago Giraldo João Souza             | Nicolás Almagro Fabio Fognini Dušan Lajović Leonardo Mayer        |
| 7.      | 16 lutego | Rio Open Rio de Janeiro ATP World Tour 500 1 414 550 $ – Ceglana                          | David Ferrer                          | 6:2, 6:3            | Fabio Fognini                         | Rafael Nadal Andreas Haider-Maurer      | Pablo Cuevas Federico Delbonis Juan Mónaco João Souza             |
| 7.      | 16 lutego | Rio Open Rio de Janeiro ATP World Tour 500 1 414 550 $ – Ceglana                          | Martin Kližan Philipp Oswald          | 7:6(3), 6:4         | Pablo Andújar Oliver Marach           | Rafael Nadal Andreas Haider-Maurer      | Pablo Cuevas Federico Delbonis Juan Mónaco João Souza             |
| 7.      | 16 lutego | Delray Beach Open Delray Beach ATP World Tour 250 488 225 $ – Twarda                      | Ivo Karlović                          | 6:3, 6:3            | Donald Young                          | Adrian Mannarino Bernard Tomic          | Ołeksandr Dołhopołow Steve Johnson Yoshihito Nishioka Lu Yen-hsun |
| 7.      | 16 lutego | Delray Beach Open Delray Beach ATP World Tour 250 488 225 $ – Twarda                      | Bob Bryan Mike Bryan                  | 6:3, 3:6, 10–6      | Raven Klaasen Leander Paes            | Adrian Mannarino Bernard Tomic          | Ołeksandr Dołhopołow Steve Johnson Yoshihito Nishioka Lu Yen-hsun |
| 7.      | 16 lutego | Open 13 Marsylia ATP World Tour 250 565 735 € – Twarda (hala)                             | Gilles Simon                          | 6:4, 1:6, 7:6(4)    | Gaël Monfils                          | Roberto Bautista-Agut Serhij Stachowski | Simone Bolelli Jérémy Chardy Dominic Thiem Stan Wawrinka          |
| 7.      | 16 lutego | Open 13 Marsylia ATP World Tour 250 565 735 € – Twarda (hala)                             | Marin Draganja Henri Kontinen         | 6:4, 3:6, 10–8      | Colin Fleming Jonathan Marray         | Roberto Bautista-Agut Serhij Stachowski | Simone Bolelli Jérémy Chardy Dominic Thiem Stan Wawrinka          |
| 8.      | 23 lutego | Abierto Mexicano Telcel Acapulco ATP World Tour 500 1 414 550 $ – Twarda                  | David Ferrer                          | 6:3, 7:5            | Kei Nishikori                         | Kevin Anderson Ryan Harrison            | Ołeksandr Dołhopołow Ivo Karlović Bernard Tomic Viktor Troicki    |
| 8.      | 23 lutego | Abierto Mexicano Telcel Acapulco ATP World Tour 500 1 414 550 $ – Twarda                  | Ivan Dodig Marcelo Melo               | 7:6(2), 5:7, 10–3   | Mariusz Fyrstenberg Santiago González | Kevin Anderson Ryan Harrison            | Ołeksandr Dołhopołow Ivo Karlović Bernard Tomic Viktor Troicki    |
| 8.      | 23 lutego | Dubai Duty Free Tennis Championships Dubaj ATP World Tour 500 2 082 605 $ – Twarda        | Roger Federer                         | 6:3, 7:5            | Novak Đoković                         | Tomáš Berdych Borna Ćorić               | Richard Gasquet Marsel İlhan Andy Murray Serhij Stachowski        |
| 8.      | 23 lutego | Dubai Duty Free Tennis Championships Dubaj ATP World Tour 500 2 082 605 $ – Twarda        | Rohan Bopanna Daniel Nestor           | 6:4, 6:1            | Aisam-ul-Haq Qureshi Nenad Zimonjić   | Tomáš Berdych Borna Ćorić               | Richard Gasquet Marsel İlhan Andy Murray Serhij Stachowski        |
| 8.      | 23 lutego | Argentina Open Buenos Aires ATP World Tour 250 500 550 $ – Ceglana                        | Rafael Nadal                          | 6:4, 6:1            | Juan Mónaco                           | Nicolás Almagro Carlos Berlocq          | Pablo Cuevas Federico Delbonis Tommy Robredo Blaž Rola            |
| 8.      | 23 lutego | Argentina Open Buenos Aires ATP World Tour 250 500 550 $ – Ceglana                        | Jarkko Nieminen André Sá              | 4:6, 6:4, 10–7      | Pablo Andújar Oliver Marach           | Nicolás Almagro Carlos Berlocq          | Pablo Cuevas Federico Delbonis Tommy Robredo Blaž Rola            |

## Marzec
| Tydzień | Data     | Turniej                                                                        | Zwycięzcy                | Wynik             | Finaliści                    | Półfinaliści             | Ćwierćfinaliści                                          |
| ------- | -------- | ------------------------------------------------------------------------------ | ------------------------ | ----------------- | ---------------------------- | ------------------------ | -------------------------------------------------------- |
| 10.–11. | 12 marca | BNP Paribas Open Indian Wells ATP World Tour Masters 1000 5 381 235 $ – Twarda | Novak Đoković            | 6:3, 6:7(5), 6:2  | Roger Federer                | Andy Murray Milos Raonic | Tomáš Berdych Feliciano López Rafael Nadal Bernard Tomic |
| 10.–11. | 12 marca | BNP Paribas Open Indian Wells ATP World Tour Masters 1000 5 381 235 $ – Twarda | Vasek Pospisil Jack Sock | 6:4, 6:7(3), 10–7 | Simone Bolelli Fabio Fognini | Andy Murray Milos Raonic | Tomáš Berdych Feliciano López Rafael Nadal Bernard Tomic |
| 12.–13. | 25 marca | Miami Open Miami ATP World Tour Masters 1000 5 381 235 $ – Twarda              | Novak Đoković            | 7:6(3), 4:6, 6:0  | Andy Murray                  | Tomáš Berdych John Isner | David Ferrer Juan Mónaco Kei Nishikori Dominic Thiem     |
| 12.–13. | 25 marca | Miami Open Miami ATP World Tour Masters 1000 5 381 235 $ – Twarda              | Bob Bryan Mike Bryan     | 6:3, 1:6, 10–8    | Vasek Pospisil Jack Sock     | Tomáš Berdych John Isner | David Ferrer Juan Mónaco Kei Nishikori Dominic Thiem     |

## Kwiecień
| Tydzień | Data        | Turniej                                                                                             | Zwycięzcy                             | Wynik               | Finaliści                      | Półfinaliści                               | Ćwierćfinaliści                                                         |
| ------- | ----------- | --------------------------------------------------------------------------------------------------- | ------------------------------------- | ------------------- | ------------------------------ | ------------------------------------------ | ----------------------------------------------------------------------- |
| 14.     | 6 kwietnia  | Grand Prix Hassan II Casablanca ATP World Tour 250 439 405 € – Ceglana                              | Martin Kližan                         | 6:2, 6:2            | Daniel Gimeno-Traver           | Damir Džumhur Jiří Veselý                  | Nicolás Almagro Aljaž Bedene Andreas Haider-Maurer Al-Amin Wahhab       |
| 14.     | 6 kwietnia  | Grand Prix Hassan II Casablanca ATP World Tour 250 439 405 € – Ceglana                              | Rameez Junaid Adil Shamasdin          | 3:6, 6:2, 10–7      | Rohan Bopanna Florin Mergea    | Damir Džumhur Jiří Veselý                  | Nicolás Almagro Aljaž Bedene Andreas Haider-Maurer Al-Amin Wahhab       |
| 14.     | 6 kwietnia  | Fayez Sarofim & Co. US Men’s Clay Court Championship Houston ATP World Tour 250 488 225 $ – Ceglana | Jack Sock                             | 7:6(9), 7:6(2)      | Sam Querrey                    | Kevin Anderson Fernando Verdasco           | Jérémy Chardy Tejmuraz Gabaszwili Santiago Giraldo Feliciano López      |
| 14.     | 6 kwietnia  | Fayez Sarofim & Co. US Men’s Clay Court Championship Houston ATP World Tour 250 488 225 $ – Ceglana | Ričardas Berankis Tejmuraz Gabaszwili | 6:4, 6:4            | Treat Huey Scott Lipsky        | Kevin Anderson Fernando Verdasco           | Jérémy Chardy Tejmuraz Gabaszwili Santiago Giraldo Feliciano López      |
| 15.     | 13 kwietnia | Monte-Carlo Rolex Masters Monte Carlo ATP World Tour Masters 1000 3 288 530 € – Ceglana             | Novak Đoković                         | 7:5, 4:6, 6:3       | Tomáš Berdych                  | Gaël Monfils Rafael Nadal                  | Marin Čilić Grigor Dimitrow David Ferrer Milos Raonic                   |
| 15.     | 13 kwietnia | Monte-Carlo Rolex Masters Monte Carlo ATP World Tour Masters 1000 3 288 530 € – Ceglana             | Bob Bryan Mike Bryan                  | 7:6(3), 6:1         | Simone Bolelli Fabio Fognini   | Gaël Monfils Rafael Nadal                  | Marin Čilić Grigor Dimitrow David Ferrer Milos Raonic                   |
| 16.     | 20 kwietnia | Barcelona Open Banc Sabadell Barcelona ATP World Tour 500 1 993 230 € – Ceglana                     | Kei Nishikori                         | 6:4, 6:4            | Pablo Andújar                  | David Ferrer Martin Kližan                 | Roberto Bautista-Agut Fabio Fognini Philipp Kohlschreiber Tommy Robredo |
| 16.     | 20 kwietnia | Barcelona Open Banc Sabadell Barcelona ATP World Tour 500 1 993 230 € – Ceglana                     | Marin Draganja Henri Kontinen         | 6:3, 6:7(6), 11–9   | Jamie Murray John Peers        | David Ferrer Martin Kližan                 | Roberto Bautista-Agut Fabio Fognini Philipp Kohlschreiber Tommy Robredo |
| 16.     | 20 kwietnia | BRD Năstase Ţiriac Trophy Bukareszt ATP World Tour 250 439 405 € – Ceglana                          | Guillermo García-López                | 7:6(5), 7:6(11)     | Jiří Veselý                    | Daniel Gimeno-Traver Gaël Monfils          | Simone Bolelli Ivo Karlović Lukáš Rosol Gilles Simon                    |
| 16.     | 20 kwietnia | BRD Năstase Ţiriac Trophy Bukareszt ATP World Tour 250 439 405 € – Ceglana                          | Marius Copil Adrian Ungur             | 3:6, 7:5, 17–15     | Nicholas Monroe Artem Sitak    | Daniel Gimeno-Traver Gaël Monfils          | Simone Bolelli Ivo Karlović Lukáš Rosol Gilles Simon                    |
| 17.     | 27 kwietnia | BMW Open Monachium ATP World Tour 250 439 405 € – Ceglana                                           | Andy Murray                           | 7:6(4), 5:7, 7:6(4) | Philipp Kohlschreiber          | Roberto Bautista-Agut Gerald Melzer        | Víctor Estrella David Goffin Lukáš Rosol Dominic Thiem                  |
| 17.     | 27 kwietnia | BMW Open Monachium ATP World Tour 250 439 405 € – Ceglana                                           | Alexander Peya Bruno Soares           | 4:6, 6:1, 10–5      | Alexander Zverev Mischa Zverev | Roberto Bautista-Agut Gerald Melzer        | Víctor Estrella David Goffin Lukáš Rosol Dominic Thiem                  |
| 17.     | 27 kwietnia | Millennium Estoril Open Estoril ATP World Tour 250                                                  | Richard Gasquet                       | 6:3, 6:2            | Nick Kyrgios                   | Pablo Carreño-Busta Guillermo García-López | Nicolás Almagro Borna Ćorić Robin Haase Gilles Müller                   |
| 17.     | 27 kwietnia | Millennium Estoril Open Estoril ATP World Tour 250                                                  | Treat Huey Scott Lipsky               | 6:1, 6:4            | Marc López David Marrero       | Pablo Carreño-Busta Guillermo García-López | Nicolás Almagro Borna Ćorić Robin Haase Gilles Müller                   |
| 17.     | 27 kwietnia | TEB BNP Paribas Istanbul Open Stambuł ATP World Tour 250 439 405 € – Ceglana                        | Roger Federer                         | 6:3, 7:6(11)        | Pablo Cuevas                   | Grigor Dimitrow Diego Schwartzman          | Thomaz Bellucci Ivan Dodig Daniel Gimeno-Traver Santiago Giraldo        |
| 17.     | 27 kwietnia | TEB BNP Paribas Istanbul Open Stambuł ATP World Tour 250 439 405 € – Ceglana                        | Radu Albot Dušan Lajović              | 6:4, 7:6(2)         | Robert Lindstedt Jürgen Melzer | Grigor Dimitrow Diego Schwartzman          | Thomaz Bellucci Ivan Dodig Daniel Gimeno-Traver Santiago Giraldo        |

## Maj
| Tydzień | Data    | Turniej                                                                            | Zwycięzcy                         | Wynik               | Finaliści                       | Półfinaliści                       | Ćwierćfinaliści                                              |
| ------- | ------- | ---------------------------------------------------------------------------------- | --------------------------------- | ------------------- | ------------------------------- | ---------------------------------- | ------------------------------------------------------------ |
| 18.     | 3 maja  | Mutua Madrid Open Madryt ATP World Tour Masters 1000 4 185 405 € – Ceglana         | Andy Murray                       | 6:3, 6:2            | Rafael Nadal                    | Tomáš Berdych Kei Nishikori        | Grigor Dimitrow David Ferrer John Isner Milos Raonic         |
| 18.     | 3 maja  | Mutua Madrid Open Madryt ATP World Tour Masters 1000 4 185 405 € – Ceglana         | Rohan Bopanna Florin Mergea       | 6:2, 6:7(5), 11–9   | Marcin Matkowski Nenad Zimonjić | Tomáš Berdych Kei Nishikori        | Grigor Dimitrow David Ferrer John Isner Milos Raonic         |
| 19.     | 11 maja | Internazionali BNL d’Italia Rzym ATP World Tour Masters 1000 3 288 530 € – Ceglana | Novak Đoković                     | 6:4, 6:3            | Roger Federer                   | David Ferrer Stan Wawrinka         | Tomáš Berdych David Goffin Rafael Nadal Kei Nishikori        |
| 19.     | 11 maja | Internazionali BNL d’Italia Rzym ATP World Tour Masters 1000 3 288 530 € – Ceglana | Pablo Cuevas David Marrero        | 6:4, 7:5            | Marcel Granollers Marc López    | David Ferrer Stan Wawrinka         | Tomáš Berdych David Goffin Rafael Nadal Kei Nishikori        |
| 20.     | 18 maja | Geneva Open Genewa ATP World Tour 250 439 405 € – Ceglana                          | Thomaz Bellucci                   | 7:6(4) 6:4          | João Sousa                      | Federico Delbonis Santiago Giraldo | Pablo Andújar Marin Čilić Albert Ramos-Viñolas Stan Wawrinka |
| 20.     | 18 maja | Geneva Open Genewa ATP World Tour 250 439 405 € – Ceglana                          | Juan Sebastián Cabal Robert Farah | 7:5, 4:6, 10–7      | Raven Klaasen Lu Yen-hsun       | Federico Delbonis Santiago Giraldo | Pablo Andújar Marin Čilić Albert Ramos-Viñolas Stan Wawrinka |
| 20.     | 18 maja | Open de Nice Côte d’Azur Nicea ATP World Tour 250 439 405 € – Ceglana              | Dominic Thiem                     | 6:7(8), 7:5, 7:6(2) | Leonardo Mayer                  | Borna Ćorić John Isner             | James Duckworth Ernests Gulbis Dušan Lajović Juan Mónaco     |
| 20.     | 18 maja | Open de Nice Côte d’Azur Nicea ATP World Tour 250 439 405 € – Ceglana              | Mate Pavić Michael Venus          | 7:6(4), 2:6, 10–8   | Jean-Julien Rojer Horia Tecău   | Borna Ćorić John Isner             | James Duckworth Ernests Gulbis Dušan Lajović Juan Mónaco     |
| 21.–22. | 25 maja | French Open Paryż Wielki Szlem 13 008 000 € – Ceglana                              | Stan Wawrinka                     | 4:6, 6:4, 6:3, 6:4  | Novak Đoković                   | Andy Murray Jo-Wilfried Tsonga     | Roger Federer David Ferrer Rafael Nadal Kei Nishikori        |
| 21.–22. | 25 maja | French Open Paryż Wielki Szlem 13 008 000 € – Ceglana                              | Ivan Dodig Marcelo Melo           | 6:7(5), 7:6(5), 7:5 | Bob Bryan Mike Bryan            | Andy Murray Jo-Wilfried Tsonga     | Roger Federer David Ferrer Rafael Nadal Kei Nishikori        |

## Czerwiec
| Tydzień | Data       | Turniej                                                                   | Zwycięzcy                           | Wynik                     | Finaliści                           | Półfinaliści                         | Ćwierćfinaliści                                              |
| ------- | ---------- | ------------------------------------------------------------------------- | ----------------------------------- | ------------------------- | ----------------------------------- | ------------------------------------ | ------------------------------------------------------------ |
| 23.     | 8 czerwca  | Topshelf Open ’s-Hertogenbosch ATP World Tour 250 537 050 € – Trawiasta   | Nicolas Mahut                       | 7:6(1), 6:1               | David Goffin                        | Robin Haase Gilles Müller            | Marius Copil Ivo Karlović Adrian Mannarino Illa Marczenko    |
| 23.     | 8 czerwca  | Topshelf Open ’s-Hertogenbosch ATP World Tour 250 537 050 € – Trawiasta   | Ivo Karlović Łukasz Kubot           | 6:2, 7:6(9)               | Pierre-Hugues Herbert Nicolas Mahut | Robin Haase Gilles Müller            | Marius Copil Ivo Karlović Adrian Mannarino Illa Marczenko    |
| 23.     | 8 czerwca  | MercedesCup Stuttgart ATP World Tour 250 574 965 € – Trawiasta            | Rafael Nadal                        | 7:6(3), 6:3               | Viktor Troicki                      | Marin Čilić Gaël Monfils             | Sam Groth Philipp Kohlschreiber Bernard Tomic Mischa Zverev  |
| 23.     | 8 czerwca  | MercedesCup Stuttgart ATP World Tour 250 574 965 € – Trawiasta            | Rohan Bopanna Florin Mergea         | 5:7, 6:2, 10–7            | Alexander Peya Bruno Soares         | Marin Čilić Gaël Monfils             | Sam Groth Philipp Kohlschreiber Bernard Tomic Mischa Zverev  |
| 24.     | 15 czerwca | Gerry Weber Open Halle ATP World Tour 500 1 574 640 € – Trawiasta         | Roger Federer                       | 7:6(1), 6:4               | Andreas Seppi                       | Ivo Karlović Kei Nishikori           | Tomáš Berdych Jerzy Janowicz Florian Mayer Gaël Monfils      |
| 24.     | 15 czerwca | Gerry Weber Open Halle ATP World Tour 500 1 574 640 € – Trawiasta         | Raven Klaasen Rajeev Ram            | 7:6(5), 6:2               | Rohan Bopanna Florin Mergea         | Ivo Karlović Kei Nishikori           | Tomáš Berdych Jerzy Janowicz Florian Mayer Gaël Monfils      |
| 24.     | 15 czerwca | Aegon Championships Londyn ATP World Tour 500 1 574 640 € – Trawiasta     | Andy Murray                         | 6:3, 6:4                  | Kevin Anderson                      | Gilles Simon Viktor Troicki          | Guillermo García-López John Isner Gilles Müller Milos Raonic |
| 24.     | 15 czerwca | Aegon Championships Londyn ATP World Tour 500 1 574 640 € – Trawiasta     | Pierre-Hugues Herbert Nicolas Mahut | 6:2, 6:2                  | Marcin Matkowski Nenad Zimonjić     | Gilles Simon Viktor Troicki          | Guillermo García-López John Isner Gilles Müller Milos Raonic |
| 25.     | 22 czerwca | Aegon Open Nottingham Nottingham ATP World Tour 250 589 160 € – Trawiasta | Denis Istomin                       | 7:6(1), 7:6(6)            | Sam Querrey                         | Ołeksandr Dołhopołow Markos Pagdatis | Simone Bolelli Leonardo Mayer Gilles Simon Lu Yen-hsun       |
| 25.     | 22 czerwca | Aegon Open Nottingham Nottingham ATP World Tour 250 589 160 € – Trawiasta | Chris Guccione André Sá             | 6:2, 7:5                  | Pablo Cuevas David Marrero          | Ołeksandr Dołhopołow Markos Pagdatis | Simone Bolelli Leonardo Mayer Gilles Simon Lu Yen-hsun       |
| 26.–27. | 29 czerwca | Wimbledon Londyn Wielki Szlem 26 750 000 £ – Trawiasta                    | Novak Đoković                       | 7:6(1), 6:7(10), 6:4, 6:3 | Roger Federer                       | Richard Gasquet Andy Murray          | Marin Čilić Vasek Pospisil Gilles Simon Stan Wawrinka        |
| 26.–27. | 29 czerwca | Wimbledon Londyn Wielki Szlem 26 750 000 £ – Trawiasta                    | Jean-Julien Rojer Horia Tecău       | 7:6(5), 6:4, 6:4          | Jamie Murray John Peers             | Richard Gasquet Andy Murray          | Marin Čilić Vasek Pospisil Gilles Simon Stan Wawrinka        |

## Lipiec
| Tydzień | Data     | Turniej                                                                            | Zwycięzcy                             | Wynik               | Finaliści                             | Półfinaliści                       | Ćwierćfinaliści                                                       |
| ------- | -------- | ---------------------------------------------------------------------------------- | ------------------------------------- | ------------------- | ------------------------------------- | ---------------------------------- | --------------------------------------------------------------------- |
| 28.     | 13 lipca | Hall of Fame Tennis Championships Newport ATP World Tour 250 488 225 $ – Trawiasta | Rajeev Ram                            | 7:6(5), 5:7, 7:6(2) | Ivo Karlović                          | John-Patrick Smith Jack Sock       | Dustin Brown Jan Hernych Tatsuma Itō Adrian Mannarino                 |
| 28.     | 13 lipca | Hall of Fame Tennis Championships Newport ATP World Tour 250 488 225 $ – Trawiasta | Jonathan Marray Aisam-ul-Haq Qureshi  | 4:6, 6:3, 10–8      | Nicholas Monroe Mate Pavić            | John-Patrick Smith Jack Sock       | Dustin Brown Jan Hernych Tatsuma Itō Adrian Mannarino                 |
| 29.     | 20 lipca | SkiStar Swedish Open Båstad ATP World Tour 250 439 405 € – Ceglana                 | Benoît Paire                          | 7:6(7), 6:3         | Tommy Robredo                         | Pablo Cuevas Alexander Zverev      | Thomaz Bellucci Steve Darcis Denis Istomin Paul-Henri Mathieu         |
| 29.     | 20 lipca | SkiStar Swedish Open Båstad ATP World Tour 250 439 405 € – Ceglana                 | Jérémy Chardy Łukasz Kubot            | 6:7(6), 6:3, 10–8   | Juan Sebastián Cabal Robert Farah     | Pablo Cuevas Alexander Zverev      | Thomaz Bellucci Steve Darcis Denis Istomin Paul-Henri Mathieu         |
| 29.     | 20 lipca | Claro Open Colombia Bogota ATP World Tour 250 683 515 $ – Twarda                   | Bernard Tomic                         | 6:1, 3:6, 6:2       | Adrian Mannarino                      | Michael Berrer Ivo Karlović        | Malik al-Dżaziri Víctor Estrella Tatsuma Itō Radek Štěpánek           |
| 29.     | 20 lipca | Claro Open Colombia Bogota ATP World Tour 250 683 515 $ – Twarda                   | Édouard Roger-Vasselin Radek Štěpánek | 7:5, 6:3            | Mate Pavić Michael Venus              | Michael Berrer Ivo Karlović        | Malik al-Dżaziri Víctor Estrella Tatsuma Itō Radek Štěpánek           |
| 29.     | 20 lipca | Konzum Croatia Open Umag Umag ATP World Tour 250 439 405 € – Ceglana               | Dominic Thiem                         | 6:4, 6:1            | João Sousa                            | Roberto Bautista-Agut Gaël Monfils | Borna Ćorić Fabio Fognini Andreas Haider-Maurer Philipp Kohlschreiber |
| 29.     | 20 lipca | Konzum Croatia Open Umag Umag ATP World Tour 250 439 405 € – Ceglana               | Máximo González André Sá              | 4:6, 6:3, 10–5      | Mariusz Fyrstenberg Santiago González | Roberto Bautista-Agut Gaël Monfils | Borna Ćorić Fabio Fognini Andreas Haider-Maurer Philipp Kohlschreiber |
| 30.     | 27 lipca | bet-at-home Open Hamburg ATP World Tour 500 1 285 955 € – Ceglana                  | Rafael Nadal                          | 7:5, 7:5            | Fabio Fognini                         | Lucas Pouille Andreas Seppi        | Aljaž Bedene Simone Bolelli Pablo Cuevas Benoît Paire                 |
| 30.     | 27 lipca | bet-at-home Open Hamburg ATP World Tour 500 1 285 955 € – Ceglana                  | Jamie Murray John Peers               | 2:6, 6:3, 10–8      | Juan Sebastián Cabal Robert Farah     | Lucas Pouille Andreas Seppi        | Aljaž Bedene Simone Bolelli Pablo Cuevas Benoît Paire                 |
| 30.     | 27 lipca | BB&T Atlanta Open Atlanta ATP World Tour 250 585 870 $ – Twarda                    | John Isner                            | 6:3, 6:3            | Markos Pagdatis                       | Denis Kudla Gilles Müller          | Ričardas Berankis Vasek Pospisil Dudi Sela Gō Soeda                   |
| 30.     | 27 lipca | BB&T Atlanta Open Atlanta ATP World Tour 250 585 870 $ – Twarda                    | Bob Bryan Mike Bryan                  | 4:6, 7:6(2), 10–4   | Colin Fleming Gilles Müller           | Denis Kudla Gilles Müller          | Ričardas Berankis Vasek Pospisil Dudi Sela Gō Soeda                   |
| 30.     | 27 lipca | Swiss Open Gstaad Gstaad ATP World Tour 250 439 405 € – Ceglana                    | Dominic Thiem                         | 7:5, 6:2            | David Goffin                          | Thomaz Bellucci Feliciano López    | Pablo Andújar Pablo Carreño-Busta Santiago Giraldo João Sousa         |
| 30.     | 27 lipca | Swiss Open Gstaad Gstaad ATP World Tour 250 439 405 € – Ceglana                    | Alaksandr Bury Denis Istomin          | 3:6, 6:2, 10–5      | Oliver Marach Aisam-ul-Haq Qureshi    | Thomaz Bellucci Feliciano López    | Pablo Andújar Pablo Carreño-Busta Santiago Giraldo João Sousa         |

## Sierpień
| Tydzień | Data        | Turniej                                                                             | Zwycięzcy                            | Wynik              | Finaliści                            | Półfinaliści                     | Ćwierćfinaliści                                                   |
| ------- | ----------- | ----------------------------------------------------------------------------------- | ------------------------------------ | ------------------ | ------------------------------------ | -------------------------------- | ----------------------------------------------------------------- |
| 31.     | 3 sierpnia  | Citi Open Waszyngton ATP World Tour 500 1 508 815 $ – Twarda                        | Kei Nishikori                        | 4:6, 6:4, 6:4      | John Isner                           | Marin Čilić Steve Johnson        | Ričardas Berankis Sam Groth Jack Sock Alexander Zverev            |
| 31.     | 3 sierpnia  | Citi Open Waszyngton ATP World Tour 500 1 508 815 $ – Twarda                        | Bob Bryan Mike Bryan                 | 6:4, 6:2           | Ivan Dodig Marcelo Melo              | Marin Čilić Steve Johnson        | Ričardas Berankis Sam Groth Jack Sock Alexander Zverev            |
| 31.     | 3 sierpnia  | Generali Open Kitzbühel Kitzbühel ATP World Tour 250 439 405 € – Ceglana            | Philipp Kohlschreiber                | 2:6, 6:2, 6:2      | Paul-Henri Mathieu                   | Nicolás Almagro Dominic Thiem    | Federico Delbonis Fabio Fognini Dušan Lajović Albert Montañés     |
| 31.     | 3 sierpnia  | Generali Open Kitzbühel Kitzbühel ATP World Tour 250 439 405 € – Ceglana            | Nicolás Almagro Carlos Berlocq       | 5:7, 6:3, 11–9     | Robin Haase Henri Kontinen           | Nicolás Almagro Dominic Thiem    | Federico Delbonis Fabio Fognini Dušan Lajović Albert Montañés     |
| 32.     | 10 sierpnia | Rogers Cup Montreal ATP World Tour Masters 1000 4 178 500 $ – Twarda                | Andy Murray                          | 6:4, 4:6, 6:3      | Novak Đoković                        | Jérémy Chardy Kei Nishikori      | Ernests Gulbis John Isner Rafael Nadal Jo-Wilfried Tsonga         |
| 32.     | 10 sierpnia | Rogers Cup Montreal ATP World Tour Masters 1000 4 178 500 $ – Twarda                | Bob Bryan Mike Bryan                 | 7:6(5), 3:6, 10–6  | Daniel Nestor Édouard Roger-Vasselin | Jérémy Chardy Kei Nishikori      | Ernests Gulbis John Isner Rafael Nadal Jo-Wilfried Tsonga         |
| 33.     | 17 sierpnia | Western & Southern Open Cincinnati ATP World Tour Masters 1000 3 826 655 $ – Twarda | Roger Federer                        | 7:6(1), 6:3        | Novak Đoković                        | Ołeksandr Dołhopołow Andy Murray | Tomáš Berdych Richard Gasquet Feliciano López Stan Wawrinka       |
| 33.     | 17 sierpnia | Western & Southern Open Cincinnati ATP World Tour Masters 1000 3 826 655 $ – Twarda | Daniel Nestor Édouard Roger-Vasselin | 6:2, 6:2           | Marcin Matkowski Nenad Zimonjić      | Ołeksandr Dołhopołow Andy Murray | Tomáš Berdych Richard Gasquet Feliciano López Stan Wawrinka       |
| 34.     | 24 sierpnia | Winston-Salem Open Winston-Salem ATP World Tour 250 616 210 $ – Twarda              | Kevin Anderson                       | 6:4, 7:5           | Pierre-Hugues Herbert                | Malik al-Dżaziri Steve Johnson   | Thomaz Bellucci Pablo Carreño-Busta Borna Ćorić Lu Yen-hsun       |
| 34.     | 24 sierpnia | Winston-Salem Open Winston-Salem ATP World Tour 250 616 210 $ – Twarda              | Dominic Inglot Robert Lindstedt      | 6:2, 6:4           | Eric Butorac Scott Lipsky            | Malik al-Dżaziri Steve Johnson   | Thomaz Bellucci Pablo Carreño-Busta Borna Ćorić Lu Yen-hsun       |
| 35.–36. | 31 sierpnia | US Open Nowy Jork Wielki Szlem 43 253 400 $ – Twarda                                | Novak Đoković                        | 6:4, 5:7, 6:4, 6:4 | Roger Federer                        | Marin Čilić Stan Wawrinka        | Kevin Anderson Richard Gasquet Feliciano López Jo-Wilfried Tsonga |
| 35.–36. | 31 sierpnia | US Open Nowy Jork Wielki Szlem 43 253 400 $ – Twarda                                | Pierre-Hugues Herbert Nicolas Mahut  | 6:4, 6:4           | Jamie Murray John Peers              | Marin Čilić Stan Wawrinka        | Kevin Anderson Richard Gasquet Feliciano López Jo-Wilfried Tsonga |

## Wrzesień
| Tydzień | Data        | Turniej                                                                                | Zwycięzcy                           | Wynik             | Finaliści                           | Półfinaliści                        | Ćwierćfinaliści                                                  |
| ------- | ----------- | -------------------------------------------------------------------------------------- | ----------------------------------- | ----------------- | ----------------------------------- | ----------------------------------- | ---------------------------------------------------------------- |
| 38.     | 21 września | Moselle Open Metz ATP World Tour 250 439 405 € – Twarda (hala)                         | Jo-Wilfried Tsonga                  | 7:6(5), 1:6, 6:2  | Gilles Simon                        | Martin Kližan Philipp Kohlschreiber | Guillermo García-López Nicolas Mahut Gilles Müller Stan Wawrinka |
| 38.     | 21 września | Moselle Open Metz ATP World Tour 250 439 405 € – Twarda (hala)                         | Łukasz Kubot Édouard Roger-Vasselin | 2:6, 6:3, 10–7    | Pierre-Hugues Herbert Nicolas Mahut | Martin Kližan Philipp Kohlschreiber | Guillermo García-López Nicolas Mahut Gilles Müller Stan Wawrinka |
| 38.     | 21 września | St. Petersburg Open Petersburg ATP World Tour 250 1 030 000 $ – Twarda (hala)          | Milos Raonic                        | 6:3, 3:6, 6:3     | João Sousa                          | Roberto Bautista-Agut Dominic Thiem | Simone Bolelli Denis Istomin Lucas Pouille Tommy Robredo         |
| 38.     | 21 września | St. Petersburg Open Petersburg ATP World Tour 250 1 030 000 $ – Twarda (hala)          | Treat Huey Henri Kontinen           | 7:5, 6:3          | Julian Knowle Alexander Peya        | Roberto Bautista-Agut Dominic Thiem | Simone Bolelli Denis Istomin Lucas Pouille Tommy Robredo         |
| 39.     | 28 września | Malaysian Open, Kuala Lumpur Kuala Lumpur ATP World Tour 250 937 835 $ – Twarda (hala) | David Ferrer                        | 7:5, 7:5          | Feliciano López                     | Benjamin Becker Nick Kyrgios        | Grigor Dimitrow Ivo Karlović Michaił Kukuszkin Vasek Pospisil    |
| 39.     | 28 września | Malaysian Open, Kuala Lumpur Kuala Lumpur ATP World Tour 250 937 835 $ – Twarda (hala) | Treat Huey Henri Kontinen           | 7:6(4), 6:2       | Raven Klaasen Rajeev Ram            | Benjamin Becker Nick Kyrgios        | Grigor Dimitrow Ivo Karlović Michaił Kukuszkin Vasek Pospisil    |
| 39.     | 28 września | Shenzhen Open Shenzhen ATP World Tour 250 607 940 $ – Twarda                           | Tomáš Berdych                       | 6:3, 7:6(7)       | Guillermo García-López              | Marin Čilić Tommy Robredo           | Simone Bolelli Chung Hyeon Adrian Mannarino Jiří Veselý          |
| 39.     | 28 września | Shenzhen Open Shenzhen ATP World Tour 250 607 940 $ – Twarda                           | Jonatan Erlich Colin Fleming        | 6:1, 6:7(3), 10–6 | Chris Guccione André Sá             | Marin Čilić Tommy Robredo           | Simone Bolelli Chung Hyeon Adrian Mannarino Jiří Veselý          |

## Październik
| Tydzień | Data            | Turniej                                                                               | Zwycięzcy                       | Wynik             | Finaliści                            | Półfinaliści                            | Ćwierćfinaliści                                                 |
| ------- | --------------- | ------------------------------------------------------------------------------------- | ------------------------------- | ----------------- | ------------------------------------ | --------------------------------------- | --------------------------------------------------------------- |
| 40.     | 5 października  | China Open Pekin ATP World Tour 500 2 700 510 $ – Twarda                              | Novak Đoković                   | 6:2, 6:2          | Rafael Nadal                         | David Ferrer Fabio Fognini              | Pablo Cuevas John Isner Lu Yen-hsun Jack Sock                   |
| 40.     | 5 października  | China Open Pekin ATP World Tour 500 2 700 510 $ – Twarda                              | Vasek Pospisil Jack Sock        | 3:6, 6:3, 10–6    | Daniel Nestor Édouard Roger-Vasselin | David Ferrer Fabio Fognini              | Pablo Cuevas John Isner Lu Yen-hsun Jack Sock                   |
| 40.     | 5 października  | Rakuten Japan Open Tennis Championships Tokio ATP World Tour 500 1 263 045 $ – Twarda | Stan Wawrinka                   | 6:2, 6:4          | Benoît Paire                         | Gilles Müller Kei Nishikori             | Marin Čilić Austin Krajicek Nick Kyrgios Gilles Simon           |
| 40.     | 5 października  | Rakuten Japan Open Tennis Championships Tokio ATP World Tour 500 1 263 045 $ – Twarda | Raven Klaasen Marcelo Melo      | 7:6(5), 3:6, 10–7 | Juan Sebastián Cabal Robert Farah    | Gilles Müller Kei Nishikori             | Marin Čilić Austin Krajicek Nick Kyrgios Gilles Simon           |
| 41.     | 12 października | Shanghai Rolex Masters Szanghaj ATP World Tour Masters 1000 4 783 320 $ – Twarda      | Novak Đoković                   | 6:2, 6:4          | Jo-Wilfried Tsonga                   | Andy Murray Rafael Nadal                | Bernard Tomic Tomáš Berdych Stan Wawrinka Kevin Anderson        |
| 41.     | 12 października | Shanghai Rolex Masters Szanghaj ATP World Tour Masters 1000 4 783 320 $ – Twarda      | Raven Klaasen Marcelo Melo      | 6:3, 6:3          | Simone Bolelli Fabio Fognini         | Andy Murray Rafael Nadal                | Bernard Tomic Tomáš Berdych Stan Wawrinka Kevin Anderson        |
| 42.     | 19 października | Kremlin Cup Moskwa ATP World Tour 250 698 325 $ – Twarda (hala)                       | Marin Čilić                     | 6:4, 6:4          | Roberto Bautista-Agut                | Jewgienij Donskoj Philipp Kohlschreiber | Andriej Kuzniecow Tejmuraz Gabaszwili Robin Haase Lucas Pouille |
| 42.     | 19 października | Kremlin Cup Moskwa ATP World Tour 250 698 325 $ – Twarda (hala)                       | Andriej Rublow Dmitrij Tursunow | 2:6, 6:1, 10–6    | Radu Albot František Čermák          | Jewgienij Donskoj Philipp Kohlschreiber | Andriej Kuzniecow Tejmuraz Gabaszwili Robin Haase Lucas Pouille |
| 42.     | 19 października | If Stockholm Open Sztokholm ATP World Tour 250 537 050 € – Twarda (hala)              | Tomáš Berdych                   | 7:6(1), 6:2       | Jack Sock                            | Markos Pagdatis Richard Gasquet         | Grigor Dimitrow Gilles Müller Gilles Simon Jérémy Chardy        |
| 42.     | 19 października | If Stockholm Open Sztokholm ATP World Tour 250 537 050 € – Twarda (hala)              | Nicholas Monroe Jack Sock       | 7:5, 6:2          | Mate Pavić Michael Venus             | Markos Pagdatis Richard Gasquet         | Grigor Dimitrow Gilles Müller Gilles Simon Jérémy Chardy        |
| 42.     | 19 października | Erste Bank Open Wiedeń ATP World Tour 500 1 745 040 € – Twarda (hala)                 | David Ferrer                    | 4:6, 6:4, 7:5     | Steve Johnson                        | Gaël Monfils Ernests Gulbis             | Fabio Fognini Lukáš Rosol Ivo Karlović Kevin Anderson           |
| 42.     | 19 października | Erste Bank Open Wiedeń ATP World Tour 500 1 745 040 € – Twarda (hala)                 | Łukasz Kubot Marcelo Melo       | 4:6, 7:6(3), 10–6 | Jamie Murray John Peers              | Gaël Monfils Ernests Gulbis             | Fabio Fognini Lukáš Rosol Ivo Karlović Kevin Anderson           |
| 43.     | 26 października | Swiss Indoors Basel Bazylea ATP World Tour 500 1 575 295 € – Twarda (hala)            | Roger Federer                   | 6:3, 5:7, 6:3     | Rafael Nadal                         | Richard Gasquet Jack Sock               | Marin Čilić David Goffin Ivo Karlović Donald Young              |
| 43.     | 26 października | Swiss Indoors Basel Bazylea ATP World Tour 500 1 575 295 € – Twarda (hala)            | Alexander Peya Bruno Soares     | 7:5, 7:5          | Jamie Murray John Peers              | Richard Gasquet Jack Sock               | Marin Čilić David Goffin Ivo Karlović Donald Young              |
| 43.     | 26 października | Valencia Open Walencja ATP World Tour 250 537 050 € – Twarda (hala)                   | João Sousa                      | 3:6, 6:3, 6:4     | Roberto Bautista-Agut                | Steve Johnson Vasek Pospisil            | Daniel Brands Pablo Cuevas Guillermo García-López Mischa Zverev |
| 43.     | 26 października | Valencia Open Walencja ATP World Tour 250 537 050 € – Twarda (hala)                   | Eric Butorac Scott Lipsky       | 7:6(4), 6:3       | Feliciano López Maks Mirny           | Steve Johnson Vasek Pospisil            | Daniel Brands Pablo Cuevas Guillermo García-López Mischa Zverev |

## Listopad
| Tydzień | Data         | Turniej                                                                           | Zwycięzcy                     | Wynik          | Finaliści                   | Półfinaliści               | Ćwierćfinaliści                                       |
| ------- | ------------ | --------------------------------------------------------------------------------- | ----------------------------- | -------------- | --------------------------- | -------------------------- | ----------------------------------------------------- |
| 44.     | 2 listopada  | BNP Paribas Masters Paryż ATP World Tour Masters 1000 3 288 530 € – Twarda (hala) | Novak Đoković                 | 6:2, 6:4       | Andy Murray                 | David Ferrer Stan Wawrinka | Tomáš Berdych Richard Gasquet John Isner Rafael Nadal |
| 44.     | 2 listopada  | BNP Paribas Masters Paryż ATP World Tour Masters 1000 3 288 530 € – Twarda (hala) | Ivan Dodig Marcelo Melo       | 2:6, 6:3, 10–5 | Vasek Pospisil Jack Sock    | David Ferrer Stan Wawrinka | Tomáš Berdych Richard Gasquet John Isner Rafael Nadal |
| 46.     | 16 listopada | ATP World Tour Finals Londyn ATP World Tour Finals 7 000 000 $ – Twarda (hala)    | Novak Đoković                 | 6:3, 6:4       | Roger Federer               | Rafael Nadal Stan Wawrinka | Tomáš Berdych David Ferrer Andy Murray Kei Nishikori  |
| 46.     | 16 listopada | ATP World Tour Finals Londyn ATP World Tour Finals 7 000 000 $ – Twarda (hala)    | Jean-Julien Rojer Horia Tecău | 6:4, 6:3       | Rohan Bopanna Florin Mergea | Rafael Nadal Stan Wawrinka | Tomáš Berdych David Ferrer Andy Murray Kei Nishikori  |

## Wielki Szlem
| Turniej         | Gra pojedyncza | Gra podwójna                        | Gra mieszana                     |
| Australian Open | Novak Đoković  | Simone Bolelli Fabio Fognini        | Leander Paes Martina Hingis      |
| French Open     | Stan Wawrinka  | Ivan Dodig Marcelo Melo             | Mike Bryan Bethanie Mattek-Sands |
| Wimbledon       | Novak Đoković  | Jean-Julien Rojer Horia Tecău       | Leander Paes Martina Hingis      |
| US Open         | Novak Đoković  | Pierre-Hugues Herbert Nicolas Mahut | Leander Paes Martina Hingis      |

## Wygrane turnieje

### gra pojedyncza – klasyfikacja tenisistów
| Lp | Wygrane | Tenisista              | Państwo           |
| 1  | 11      | Novak Đoković          | Serbia            |
| 2  | 6       | Roger Federer          | Szwajcaria        |
| 3  | 5       | David Ferrer           | Hiszpania         |
| 4  | 4       | Andy Murray            | Wielka Brytania   |
|    | 4       | Stan Wawrinka          | Szwajcaria        |
| 5  | 3       | Rafael Nadal           | Hiszpania         |
|    | 3       | Kei Nishikori          | Japonia           |
|    | 3       | Dominic Thiem          | Austria           |
| 6  | 2       | Tomáš Berdych          | Czechy            |
|    | 2       | Guillermo García-López | Hiszpania         |
|    | 2       | Richard Gasquet        | Francja           |
| 7  | 1       | Kevin Anderson         | Południowa Afryka |
|    | 1       | Thomaz Bellucci        | Brazylia          |
|    | 1       | Marin Čilić            | Chorwacja         |
|    | 1       | Pablo Cuevas           | Urugwaj           |
|    | 1       | Víctor Estrella        | Dominikana        |
|    | 1       | John Isner             | Stany Zjednoczone |
|    | 1       | Denis Istomin          | Uzbekistan        |
|    | 1       | Ivo Karlović           | Chorwacja         |
|    | 1       | Martin Kližan          | Słowacja          |
|    | 1       | Philipp Kohlschreiber  | Niemcy            |
|    | 1       | Nicolas Mahut          | Francja           |
|    | 1       | Benoît Paire           | Francja           |
|    | 1       | Rajeev Ram             | Stany Zjednoczone |
|    | 1       | Milos Raonic           | Kanada            |
|    | 1       | Gilles Simon           | Francja           |
|    | 1       | Jack Sock              | Stany Zjednoczone |
|    | 1       | João Sousa             | Portugalia        |
|    | 1       | Bernard Tomic          | Australia         |
|    | 1       | Viktor Troicki         | Serbia            |
|    | 1       | Jo-Wilfried Tsonga     | Francja           |
|    | 1       | Jiří Veselý            | Czechy            |

### gra pojedyncza – klasyfikacja państw
| Lp | Wygrane | Państwo           |
| 1  | 12      | Serbia            |
| 2  | 10      | Hiszpania         |
|    | 10      | Szwajcaria        |
| 3  | 6       | Francja           |
| 4  | 4       | Wielka Brytania   |
| 5  | 3       | Austria           |
|    | 3       | Czechy            |
|    | 3       | Japonia           |
|    | 3       | Stany Zjednoczone |
| 6  | 2       | Chorwacja         |
| 7  | 1       | Australia         |
|    | 1       | Brazylia          |
|    | 1       | Dominikana        |
|    | 1       | Kanada            |
|    | 1       | Niemcy            |
|    | 1       | Portugalia        |
|    | 1       | Południowa Afryka |
|    | 1       | Słowacja          |
|    | 1       | Urugwaj           |
|    | 1       | Uzbekistan        |

### gra podwójna – klasyfikacja tenisistów
| Lp | Wygrane | Tenisista              | Państwo           |
| 1  | 6       | Bob Bryan              | Stany Zjednoczone |
|    | 6       | Mike Bryan             | Stany Zjednoczone |
|    | 6       | Marcelo Melo           | Brazylia          |
| 2  | 5       | Henri Kontinen         | Finlandia         |
| 3  | 4       | Rohan Bopanna          | Indie             |
|    | 4       | Raven Klaasen          | Południowa Afryka |
|    | 4       | Łukasz Kubot           | Polska            |
| 4  | 3       | Ivan Dodig             | Chorwacja         |
|    | 3       | Marin Draganja         | Chorwacja         |
|    | 3       | Treat Huey             | Filipiny          |
|    | 3       | Daniel Nestor          | Kanada            |
|    | 3       | Édouard Roger-Vasselin | Francja           |
|    | 3       | Jean-Julien Rojer      | Holandia          |
|    | 3       | André Sá               | Brazylia          |
|    | 3       | Jack Sock              | Stany Zjednoczone |
|    | 3       | Horia Tecău            | Rumunia           |
| 5  | 2       | Juan Sebastián Cabal   | Kolumbia          |
|    | 2       | Robert Farah           | Kolumbia          |
|    | 2       | Pierre-Hugues Herbert  | Francja           |
|    | 2       | Scott Lipsky           | Stany Zjednoczone |
|    | 2       | Nicolas Mahut          | Francja           |
|    | 2       | Jonathan Marray        | Wielka Brytania   |
|    | 2       | Florin Mergea          | Rumunia           |
|    | 2       | Jamie Murray           | Wielka Brytania   |
|    | 2       | John Peers             | Australia         |
|    | 2       | Alexander Peya         | Austria           |
|    | 2       | Vasek Pospisil         | Kanada            |
|    | 2       | Bruno Soares           | Brazylia          |
| 6  | 1       | Radu Albot             | Mołdawia          |
|    | 1       | Nicolás Almagro        | Hiszpania         |
|    | 1       | Ričardas Berankis      | Litwa             |
|    | 1       | Carlos Berlocq         | Argentyna         |
|    | 1       | Simone Bolelli         | Włochy            |
|    | 1       | Alaksandr Bury         | Białoruś          |
|    | 1       | Eric Butorac           | Stany Zjednoczone |
|    | 1       | Jérémy Chardy          | Francja           |
|    | 1       | Marius Copil           | Rumunia           |
|    | 1       | Pablo Cuevas           | Urugwaj           |
|    | 1       | Marcus Daniell         | Nowa Zelandia     |
|    | 1       | Jonatan Erlich         | Izrael            |
|    | 1       | Colin Fleming          | Wielka Brytania   |
|    | 1       | Fabio Fognini          | Włochy            |
|    | 1       | Mariusz Fyrstenberg    | Polska            |
|    | 1       | Tejmuraz Gabaszwili    | Rosja             |
|    | 1       | Máximo González        | Argentyna         |
|    | 1       | Santiago González      | Meksyk            |
|    | 1       | Chris Guccione         | Australia         |
|    | 1       | Dominic Inglot         | Wielka Brytania   |
|    | 1       | Denis Istomin          | Uzbekistan        |
|    | 1       | Rameez Junaid          | Australia         |
|    | 1       | Ivo Karlović           | Chorwacja         |
|    | 1       | Martin Kližan          | Słowacja          |
|    | 1       | Gero Kretschmer        | Niemcy            |
|    | 1       | Dušan Lajović          | Serbia            |
|    | 1       | Robert Lindstedt       | Szwecja           |
|    | 1       | David Marrero          | Hiszpania         |
|    | 1       | Juan Mónaco            | Argentyna         |
|    | 1       | Nicholas Monroe        | Stany Zjednoczone |
|    | 1       | Rafael Nadal           | Hiszpania         |
|    | 1       | Jarkko Nieminen        | Finlandia         |
|    | 1       | Philipp Oswald         | Austria           |
|    | 1       | Leander Paes           | Indie             |
|    | 1       | Mate Pavić             | Chorwacja         |
|    | 1       | Aisam-ul-Haq Qureshi   | Pakistan          |
|    | 1       | Rajeev Ram             | Stany Zjednoczone |
|    | 1       | Andriej Rublow         | Rosja             |
|    | 1       | Alexander Satschko     | Niemcy            |
|    | 1       | Adil Shamasdin         | Kanada            |
|    | 1       | Artem Sitak            | Nowa Zelandia     |
|    | 1       | Radek Štěpánek         | Czechy            |
|    | 1       | Dmitrij Tursunow       | Rosja             |
|    | 1       | Adrian Ungur           | Rumunia           |
|    | 1       | Michael Venus          | Nowa Zelandia     |
|    | 1       | Lu Yen-hsun            | Chińskie Tajpej   |

### gra podwójna – klasyfikacja państw
| Lp | Wygrane | Państwo           |
| 1  | 12      | Stany Zjednoczone |
| 2  | 11      | Brazylia          |
| 3  | 8       | Chorwacja         |
| 4  | 6       | Kanada            |
|    | 6       | Finlandia         |
|    | 6       | Francja           |
|    | 6       | Rumunia           |
|    | 6       | Wielka Brytania   |
| 5  | 5       | Indie             |
|    | 5       | Polska            |
| 6  | 4       | Australia         |
|    | 4       | Południowa Afryka |
| 7  | 3       | Argentyna         |
|    | 3       | Austria           |
|    | 3       | Filipiny          |
|    | 3       | Hiszpania         |
|    | 3       | Holandia          |
| 8  | 2       | Kolumbia          |
|    | 2       | Nowa Zelandia     |
|    | 2       | Rosja             |
| 9  | 1       | Białoruś          |
|    | 1       | Chińskie Tajpej   |
|    | 1       | Czechy            |
|    | 1       | Izrael            |
|    | 1       | Kanada            |
|    | 1       | Meksyk            |
|    | 1       | Mołdawia          |
|    | 1       | Niemcy            |
|    | 1       | Pakistan          |
|    | 1       | Serbia            |
|    | 1       | Słowacja          |
|    | 1       | Szwecja           |
|    | 1       | Urugwaj           |
|    | 1       | Uzbekistan        |
|    | 1       | Włochy            |

## Obronione tytuły
- Rohan Bopanna – Dubaj (debel)
- Bob Bryan – Delray Beach, Miami, Monte Carlo (debel)
- Mike Bryan – Delray Beach, Miami, Monte Carlo (debel)
- Novak Đoković – Indian Wells, Miami, Rzym, Wimbledon, Pekin, Paryż, Pekin, ATP World Tour Finals (singel)
- Roger Federer – Dubaj, Halle, Cincinnati, Bazylea (singel)
- Daniel Nestor – Sydney (debel)
- Kei Nishikori – Memphis, Barcelona (singel)
- Stan Wawrinka – Ćennaj (singel)
- Bernard Tomic – Bogota (singel)
- John Isner – Atlanta (singel)
- Marin Čilić – Moskwa (singel)
- Tomáš Berdych – Sztokholm (singel)